# Lamprolabus
Lamprolabus es un género de gorgojos de la familia Attelabidae. Esta es la lista de especies que lo componen:
- Lamprolabus anjiensis[2]
- Lamprolabus bihastatus Voss, 1925
- Lamprolabus bispinosus Voss, 1925
- Lamprolabus corallipes Voss, 1925
- Lamprolabus dajacus Voss, 1925
- Lamprolabus fochaensis[2]
- Lamprolabus gestroi Voss, 1925
- Lamprolabus latispinnosus Voss, 1929
- Lamprolabus latispinosus Voss 1929
- Lamprolabus malaccensis Voss, 1925
- Lamprolabus pseudobispinosu[2]
- Lamprolabus sandacanus Voss, 1925
- Lamprolabus sitchuanensis[2]
- Lamprolabus spiculatus Voss, 1925
- Lamprolabus tibetanus[2]
- Lamprolabus trangensis[2]
- Lamprolabus trapezicollis Voss, 1925